# Gigartina crassa
Espèce
Gigartina crassa est une espèce d’algues rouges de la famille des Gigartinaceae. 